# Максима Горького (Краснооктябрьское сельское поселение)
Максима Горького — поселок в Среднеахтубинском районе Волгоградской области.
Входит в состав Краснооктябрьского сельского поселения.

## География

### Улицы
- ул. Зеленая
- ул. Окружная
- ул. Придорожная
- ул. Степная
- ул. Центральная
- ул. Школьная

## Население
| 2010 |
| ---- |
| 367  |